# 石割桜
石割桜（いしわりざくら）とは、岩手県盛岡市にある一本桜。巨大な花崗岩の割れ目から育った直径約1.35m、樹齢360年を越える桜である。見ごろは4月の半ばから。

## 沿革
JR盛岡駅から徒歩20分の、盛岡地方裁判所構内に所在する。1923年（大正12年）に国の天然記念物に指定された。寛永年間頃に南部藩主の分家にあたる北監物の庭園であったといわれ、明治初期には桜雲石と呼ばれていた。家老の屋敷内の庭にあった巨石が落雷をうけてできた割れ目にエドヒガンザクラという桜の種子が入り込み成長したという伝承も残っている。1932年（昭和7年）に盛岡地方裁判所が火災に遭い石割桜も北側の一部が焼けたが、幸い全焼を免れ翌春には再び花を咲かせた。火事の際、庭師・藤村治太郎が身につけていた半纏（はんてん）を水で濡らし、濡れた石で足を滑らせて口を切るケガをしながらも石割桜を守ったという。
樹勢の衰えが目立っていたため、2000年（平成12年）春に50年ぶりに樹木医による本格的な治療が行われた。

## 菓子
石割桜をモチーフにした菓子も存在し、岩手県盛岡市に本社を構える丸藤が製造販売していた。丸藤は1932年（昭和7年）の創業から72年の老舗菓子店で、岩手県内では殆どの人々に知れ渡っていた。JR盛岡駅構内で購入できるほか、県内の土産店でも購入可能だが、末期にはネット販売は休止していた。2018年9月の報道において、丸藤は菓子製造業から撤退して自社工場を閉鎖し、菓子の生産を停止したと伝えられている。
2025年現在では、県内の菓子店などから「石割桜」の名を冠した煎餅やクッキーなどの類似品が販売されている。